# John Lort Stokes

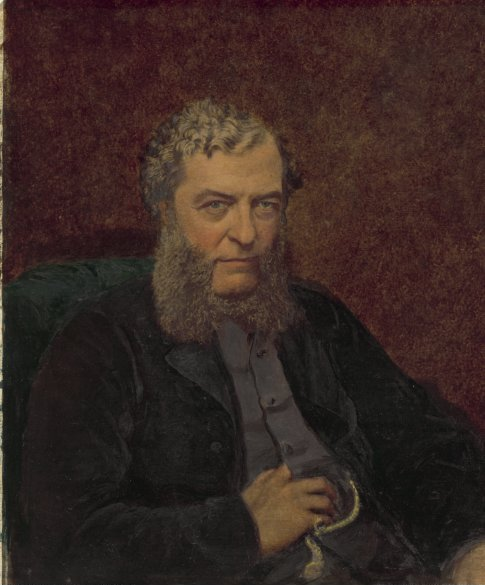
John Lort Stokes

Seekarte

John Lort Stokes (* 1. August 1811 in Scotchwell bei Haverfordwest, Pembrokeshire, Wales; † 11. Juni 1885 ebenda) war ein britischer Marineoffizier.

## Marinekarriere
Stokes trat 1824 als Freiwilliger erster Klasse an Bord der Prince Regent in die Royal Navy ein. Anschließend wurde er auf die Beagle versetzt, die unter dem Oberkommando von Kapitän Philip Parker King zu einer großen Entdeckungsreise von 1826 bis Oktober 1830 nach Südamerika aufbrach. Die Beagle, auf der Stokes zunächst als Fähnrich segelte, wurde von Pringle Stokes kommandiert, der im August 1828 Selbstmord beging und durch Lt. W. G. Skyring ersetzt wurde. Gemeinsam mit der Beagle segelte die Adventure unter Kapitän King.
Am 27. Dezember 1831 ging die Beagle erneut in See, dieses Mal kommandiert von John Clements Wickham und mit Charles Darwin an Bord. Die hydrografischen Arbeiten auf den Falklandinseln und in Feuerland wurden bis Anfang 1835 fortgesetzt und die Expedition begann mit Vermessungen vor der Pazifikküste Amerikas, im Tuamotu-Archipel und Tahiti. Ende 1835 erreichte die Beagle Neuseeland, 1836 Australien und begann dann ihre Heimreise über Mauritius, bis sie am 2. Oktober 1836 in Falmouth vor Anker ging. Während dieser ganzen Zeit stieg Stokes stetig im Rang auf und wurde schließlich Commander. Folgerichtig übernahm er die Beagle, deren Kapitän er in der Folge sechs Jahre lang war. Seine lange Verbindung mit dem Schiff reichte sogar bis in sein Privatleben, denn er heiratete die jüngere Schwester von Philip Parker King.
1846 wurde Stokes zum Captain befördert und kommandierte das Dampfschiff Acheron, das Neuseeland vier Jahre lang erkundete.
1863 trat er in den Ruhestand und wurde in den Rang eines Rear Admiral befördert. 1871 wurde er Vice-Admiral und 1877 Admiral.

## Werke
- Diary kept by Captain Stokes during his survey of the New Zealand coast in H.M.S. Acheron. [ca. 1926].
- Discoveries in Australia; with an account of the coasts and rivers explored and surveyed during the voyage of H.M.S. Beagle in the years 1837-38-39-40-41-42-43. [Adelaide, Libraries Board of South Australia, 1969].